# Muttaburrasaurus
Muttaburrasaurus là một chi khủng long ornithopoda ăn thực vật sống tại nơi ngày nay là miền Tây Bắc Úc từ 112 tới 99,6 triệu năm trước vào thời kỳ Creta sớm. Theo một số phân tích, nó là thành viên của họ Rhabdodontidae (thuộc Iguanodontia). Nó được đặt tên theo Muttaburra, một vùng tại Queensland, nơi nó được tìm ra.